# York Höller
York Höller (Leverkusen, 11 de enero de 1944) es un compositor alemán, profesor de Composición en la Hochschule für Musik de Colonia. Entre sus obras destaca la ópera Der Meister und Margarita (1989), basada en la novela de Mijaíl Bulgákov El maestro y Margarita.

## Formación
Höller estudió entre 1963 y 1970 en la Musikhochschule de Colonia. Tuvo como profesores de composición a Joachim Blume y a Bernd Alois Zimmermann, de piano a Else Schmitz-Gohr y a Alfons Kontarsky, y de dirección orquestal a Wolfgang von der Nahmer. Al tiempo, también estudió musicología y filosofía en la Universidad de Colonia. Completó su educación musical con Pierre Boulez en los Cursos de Verano de Darmstadt.
Höller trabajó durante un breve período de tiempo como director de ensayos en el Staatstheater de Bonn. Frecuentó el estudio electrónico de la Westdeutscher Rundfunk donde, según unas fuentes, «continuó sus estudios con Karlheinz Stockhausen» o «trabajó en sus propias obras por invitación de Stockhausen». En cualquier caso, frecuentó a Stockhausen y desarrolló durante este período una forma peculiar de serialismo. Pronto sus obras tuvieron reconocimiento internacional. A mediados de los 70 tuvo encargos del IRCAM y en 1989 su ópera Der Meister und Margarita (basada en la novela de Mijaíl Bulgákov) se estrenó en la Ópera Garnier.

## Carrera docente
De 1986 a 1990 Höller dio clases de Análisis y Teoría Musical en la Musikhochschule de Colonia. Después, sucedió a Stockhausen como director artístico del Estudio de Música Electrónica de la WDR (1990-1999). En 1993 aceptó la propuesta de la Hochschule für Musik Hanns Eisler de Berlín para impartir clases de Composición. A la vez, dio numerosas conferencias y cursos de composición en instituciones académicas de Europa y América. Desde 1991 York Höller es miembro de la Akademie der Künste de Berlín.

## Premios y distinciones
Entre los numerosos reconocimientos que ha recibido York Höller destacan:
- Premio Bernd Alois Zimmermann de la ciudad de Colonia.
- Förderpreis de Renania del Norte-Westfalia.
- Premio del International Composers’ Forum de la Unesco.
- Premio Rolf Liebermann para compositores de ópera.
- Orden de las Artes y las Letras concedido por el Ministerio de Cultura de Francia en 1986.

## Obras
| Año                           | Obra                                      | Tipo de obra                                                                  | Notas                                                                               |
| ----------------------------- | ----------------------------------------- | ----------------------------------------------------------------------------- | ----------------------------------------------------------------------------------- |
| 1964                          | Fünf Stücke                               | para piano                                                                    |                                                                                     |
| 1965 (rev. 1974)              | Diaphonie (Hommage à Béla Bartók)         | para dos pianos                                                               |                                                                                     |
| 1966                          | Drei Fragmente                            | para cuarteto de cuerda                                                       |                                                                                     |
|                               | Herbsttag                                 | para soprano y ocho instrumentos                                              | texto de Rainer Maria Rilke                                                         |
| 1967                          | Topic                                     | para gran orquesta                                                            |                                                                                     |
| 1968                          | Sonata para piano                         | (Sonate informelle)                                                           |                                                                                     |
| 1968/69                       | Sonate                                    | para violonchelo                                                              |                                                                                     |
| 1969                          | Epitaph                                   | para violín y piano                                                           |                                                                                     |
| 1971/72                       | Horizont                                  | música electrónica                                                            |                                                                                     |
| 1972/74                       | Chroma                                    | para gran orquesta y electrónica                                              |                                                                                     |
| 1973                          | Tangens                                   | para violonchelo, guitarra eléctrica, órgano o piano eléctrico y sintetizador |                                                                                     |
| 1975/76                       | Klanggitter                               | para violonchelo, piano, sintetizador y cinta grabada                         |                                                                                     |
| 1977                          | Antiphon (Cuarteto de cuerda)             | para cuarteto de cuerda y electrónica                                         |                                                                                     |
| 1978                          | Arcus                                     | para instrumentos y cinta grabada                                             |                                                                                     |
| 1979/80 (rev. 1989/1995/2003) | Mythos                                    | Soneto para 13 instrumentos, batería y electrónica                            |                                                                                     |
| 1979                          | Moments musicaux                          | para flauta y piano                                                           |                                                                                     |
| 1979/80 (rev. 1983)           | Umbra                                     | para gran orquesta y cinta grabada                                            |                                                                                     |
| 1981                          | Résonance                                 | para pequeña orquesta y cinta grabada.                                        |                                                                                     |
| 1982                          | Pas de trois                              | para viola, violonchelo y contrabajo                                          |                                                                                     |
| 1982                          | Schwarze Halbinseln                       | para gran orquesta, intérprete vocal y electrónica.                           |                                                                                     |
| 1983                          | Traumspiel                                | Soneto para soprano, gran orquesta, cinta grabada y electrónica en vivo       | texto de August Strindberg                                                          |
| 1983/84                       | Pianokonzert en dos movimientos           | para piano y orquesta                                                         |                                                                                     |
| 1984-89                       | Der Meister y Margarita                   | Ópera en dos actos                                                            | Basada en la novela de Mijaíl Bulgakov                                              |
| 1985                          | Magische Klanggestalt                     | para gran orquesta                                                            |                                                                                     |
| 1985                          | Improvisation sur le nom de Pierre Boulez | para 16 Instrumentos                                                          |                                                                                     |
| 1986                          | Sonate para piano (Hommage à Franz Liszt) | en dos movimientos                                                            |                                                                                     |
| 1989 (rev. 1997)              | Fanal                                     | para trompeta y pequeña orquesta                                              |                                                                                     |
| 1990-93                       | Pianokonzert als Repuiem, Pensées         | para piano, gran orquesta y electrónica en directo                            |                                                                                     |
| 1991                          | Margaritas Traum                          | para gran orquesta y cinta grabada                                            | Escenas de la ópera "Der Meister y Margarita", basada en la obra de Mijaíl Bulgakov |
| 1991-93                       | Aura                                      | para gran orquesta                                                            |                                                                                     |
| 1993                          | Pas de deux                               | para violonchelo y piano                                                      |                                                                                     |
| 1994/95                       | Tagträume                                 | siete sonetos para violín, violonchelo y piano                                |                                                                                     |
| 1995-2003                     | Monogramme                                | 14 piezas para piano                                                          |                                                                                     |
| 1996                          | Partita                                   | para dos pianos                                                               |                                                                                     |
| 1996                          | Double                                    | para gran orquesta y dos MIDI-Harfen                                          |                                                                                     |
| 1996                          | Gegenklänge                               | para 18 instrumentos                                                          |                                                                                     |
| 1997                          | Cuarteto de cuerda                        | para cuarteto de cuerda                                                       |                                                                                     |
| 1998/99                       | Aufbruch                                  | para gran orquesta                                                            |                                                                                     |
| 1998-2000                     | Der ewige Tag                             | para coro femenino y gran orquesta                                            |                                                                                     |
| 1999                          | Widerspiel                                | para dos pianos y orquesta                                                    |                                                                                     |
| 2000/01                       | Ex Tempore                                | para nueve instrumentos                                                       |                                                                                     |
| 2001                          | Trias                                     | para saxofón alto, piano y batería                                            |                                                                                     |
| 2002/03                       | Klangzeichen                              | para quinteto de vientos y piano                                              |                                                                                     |
| 2003                          | Scan                                      | para flauta sola                                                              |                                                                                     |
| 2005                          | Monogramme                                | para piano                                                                    |                                                                                     |
| 2006                          | Sphären                                   | para gran orquesta                                                            |                                                                                     |
| 2006                          | Fluchtpunkte                              | para cinco instrumentos                                                       |                                                                                     |
| 2007                          | Zwiegestalt                               | para piano y cuarteto de cuerda                                               |                                                                                     |

## Escritos de York Höller
- HÖLLER, York: «Gestaltkomposition oder Die Konstruktion des Organischen» en Neuland Jahrbuch II, 1981/82, pág. 140–43. Editor: Herbert Henck. Bergisch Gladbach: Neuland, 1982.
- HÖLLER, York:«Composition of the Gestalt, or the Making of the Organism». Traducido al inglés por Nigel Osborne. Contemporary Music Review 1, N.º 1 (1984: Musical Thought at IRCAM): 35–40.
- 1989. «Resonance: Composition Today». Traducido al inglés por Nigel Osborne. Contemporary Music Review 1, Nº 1 (1984: Musical Thought at IRCAM): 67–76, 1989.
- HÖLLER, York: Fortschritt oder Sackgasse? Kritische Betrachtungen zum frühen Serialismus. Saarbrücken: Pfau-Verlag,1994.
- HÖLLER, York:Klanggestalt—Zeitgestalt. Texte und Kommentare 1964–2003. Musik der Zeit 10. Editado por Reinhold Dusella. Berlín: Boosey und Hawkes, 2004 (Texto) ISBN 3-7931-1697-2, y Bote und Bock (Música) ISMN M-2025-2231-8